# セキ (愛媛県)
セキ株式会社（英: SEKI CO.,LTD.）は、東京都渋谷区に東京本社、愛媛県松山市に松山本社（登記上の本店は松山市）をおく印刷会社。

## 概要
上浮穴郡菅生村（現在の上浮穴郡久万高原町）出身の関定が、1908年（明治41年）松山市に和洋紙店を開業、1912年（大正元年）に印刷業の関和洋紙印刷部を松山市萱町一丁目に兼営開始。以後、業容は拡大、1949年（昭和24年）株式会社へ組織変更、1952年（昭和27年）に長男の関宏成に社長を譲り、定は済生会病院の経営、保護司として公益活動に打ち込みむとともに私学の振興等に尽くし、「関奉仕財団」を設立した。その後、1988年に啓三が社長就任した。
かつての社名が「関洋紙店印刷所」であるように、洋紙の卸売も兼業しているのが特徴。コーポレートアイデンティティを導入し、社名変更と併せて「S」をデザインしたライトブルーのシンボルマークを導入している。関連会社のエス・ピー・シーでタウン情報誌の発行や企画物・マルチメディア関連事業、出版事業を行っている。愛媛県内を中心とした官公庁をはじめとして、百貨店、金融機関、電力会社などの有力取引先を有し、業績は安定している。一般に最も目に触れるものとして、四国電力の広報誌「ライト&ライフ」の印刷を請け負っている。

## 事業内容
環境配慮型パッケージ・印刷、広告宣伝に関する企画・クリエイティブ、デジタルマーケティング、プロモーション、ブランディング・マーケティング、デジタルコンテンツ制作、システム開発、DX支援、動画制作、広報PR、SNS運営支援、総合印刷、洋紙板紙販売、各種パッケージ、出版、記念事業・イベント企画運営、BPO事業、郵便局広告代理業務、アスクル代理店業務、労働者派遣業務 ほか

## 本社・事業拠点
- 松山本社・本社工場 - 愛媛県松山市湊町7-7-1
- 東京本社 - 東京都渋谷区代々木3-2-8
- 大阪支店 - 大阪市淀川区西中島4-3-22 新大阪長谷ビル605号
- 高松支店 - 高松市番町3-3-17 第一讃機ビル5F
- 名古屋営業所 - 名古屋市西区押切1-9-6 ロイヤルシティ押切1-A
- 広島営業所 - 広島市東区光町1-7-11 広島CDビル 1階
- 福岡営業所 - 福岡市博多区博多駅前3-7-35 博多ハイテックビル603号室

## 工場
- 伊予工場 - 愛媛県伊予市下三谷290-1（下三谷工業団地内）
- SEKI BLUE FACTORY - 愛媛県伊予市下三谷1-8

## 沿革
- 1949年 - 「株式会社関印刷所」設立。
- 1952年 - 「株式会社関洋紙店印刷所」に商号変更。
- 1967年 - 本社・工場を新築。
- 1972年 - 関興産株式会社を設立。
- 1973年 - 竹原工場を新設。
- 1975年 - 企画・デザイン部門を独立させ、株式会社エス・ピー・シーを設立。
- 1978年 - コープ印刷株式会社設立。
- 1986年 - 「セキ株式会社」に商号変更。
- 1990年 - 伊予工場を新設し、竹原工場を廃止。
- 1996年 - 有限会社こづつみ倶楽部を設立。
- 1997年 - セキ美術館を開館。
- 2000年 - 日本証券業協会に店頭登録。
- 2001年 - 新本社ビル竣工。
- 2004年 - ジャスダック証券取引所に株式を上場。
- 2008年 - 読売新聞大阪本社と合弁でメディアプレス瀬戸内株式会社を設立。
- 2010年
  - 松山・東京の2本社制となる。
  - ジャスダック証券取引所と大阪証券取引所の合併に伴い、株式会社大阪証券取引所（ジャスダック市場）に株式を上場。
- 2013年 - 大阪証券取引所と東京証券取引所の合併に伴い、株式会社東京証券取引所JASDAQ（スタンダード）に株式を上場。
- 2015年
  - 伊予工場において、四国初となるJapan Color標準印刷認証を取得。
  - 紙器加工の有限会社渡部紙工を子会社化。
  - 関西圏における商圏拡大を目的として、株式会社ユニマック・アド（大阪）を子会社化。
- 2016年 - 伊予工場において、Japan Colorマッチング認証、プルーフ運用認証を取得。
- 2017年
  - 日本政策投資銀行によるDBJ環境格付を取得。
  - 愛媛県伊予市にSEKI BLUE FACTORYを新設。水性フレキソ印刷事業に進出。
- 2018年 - 労働者派遣事業許可（派38-300159）
- 2022年 - 東京証券取引所の市場区分の見直しによりJASDAQ（スタンダード）からスタンダード市場へ移行。
- 2024年 - 株式会社フジシールインターナショナルと資本業務提携を締結。

## グループ会社
- エス・ピー・シー（出版・広告代理店事業）
- こづつみ倶楽部（通信販売事業）
- コープ印刷（印刷物販売事業）
- 関興産（セキ美術館運営受託）
- メディアプレス瀬戸内（新聞印刷受託事業）
- 株式会社ユニマック・アド
- 有限会社渡部紙工

## CSR活動・社会貢献
先代が収集した日本画、洋画、彫塑等の美術品を収蔵した「セキ美術館」を松山市の道後温泉近くに開設し、一般に公開している。ほか、環境貢献への取り組みを促進している。
- セキ株式会社 CSR活動・環境配慮型経営